# 스퍼민
스퍼민(Spermine)은 모든 진핵생물에서 발견되는 물질 대사에 관여하는 폴리아민이다. 스퍼민 합성의 전구체는 아미노산 오르니틴이다. 일부 세균에서도 필수적인 성장인자이다. 생리적 pH에서 다양한 이온으로 발견된다. 스퍼민은 핵산과 관련이 있으며 특히 바이러스에서 나선형 구조를 안정화시키는 것으로 조사되었다.
스퍼민 인산염의 결정은 안톤 판 레이우엔훅에 의해 1678년 정액에서 처음으로 발견되었다. 스퍼민은 정액의 특징적인 냄새를 주로 담당하는 화학 물질이다.

## 유도체
스퍼민의 유도체, N1 , N12-bis(ethyl)spermine (BESm이라고도 함)은 1980년대 후반에 암 치료로서의 잠재력에 대한 유사한 폴리아민 유사체로 조사되었다.

## 생합성

푸트레신에서 스퍼미딘과 스퍼민의 생합성 (Ado = 5'-아데노실)

동물의 스퍼민 생합성은 PLP의 존재하에 오르니틴 탈탄산효소에 의한 오르니틴의 탈카르복실화로 시작된다. 이 탈카르복실화는 푸트레신을 제공한다. 그 후 스퍼미딘 합성 효소는 탈탄산-S-아데노실메티오닌에 의한 2개의 N 알킬화에 영향을 미친다. 중간체는 스퍼미딘이다.
식물은 정자에 대한 추가 경로로 사용한다. 한 경로에서 L-글루타민은 L-오르니틴의 전구체이며, 그 후 L-오르니틴으로부터의 스퍼민 합성은 동물에서와 동일한 경로를 따른다.
식물의 또 다른 경로는 L-아르기닌의 탈카르복실화로 시작하여 아그마틴을 생성한다. 그런 다음 아그마틴의 이민 작용기는 아그마틴 디이미네이스에 의해 가수 분해되어 암모니아를 방출하여 구아니딘 그룹을 요소로 전환한다. 생성된 N-카바모일푸트레신은 가수 분해 효소에 의해 작용하여 요소기를 분리하여 푸트레신을 남긴다. 그 후 푸트레신은 동일한 경로를 따라 스퍼민 합성을 완료한다.